# Wootton St Lawrence
Wootton St Lawrence est un petit village du district de Basingstoke and Deane, dans le comté du Hampshire, en Angleterre, à 4 km à l'ouest de Basingstoke.

## Toponymie
Le nom de la localité dérive du vieil anglais wudu tun, qui signifie « peuplement forestier » ou « ferme ».

## Histoire

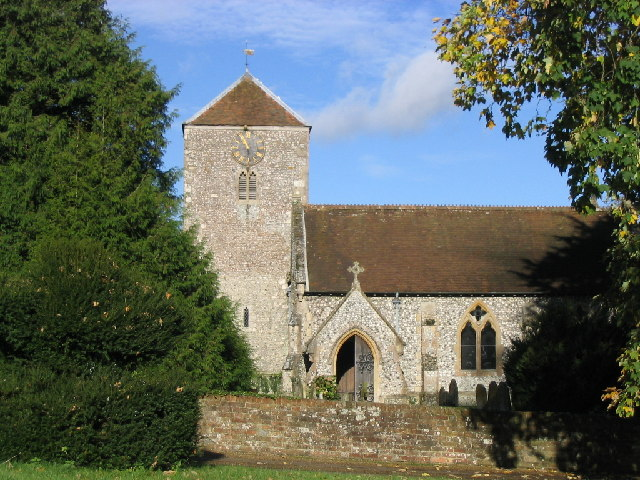
Wooton, St Lawrence.

Le manoir de Wootton (voir Manydown) était une possession du prieur de la cathédrale de Winchester et du couvent de St. Swithun d'après le Domesday Book, jusqu'à la dissolution des monastères.
Le doyen et le chapitre de Winchester ont vendu le manoir à William Wither en 1649. Cependant, le manoir a été récupéré par l'église après la restauration et la famille n'a reçu aucune compensation. Le manoir revint à la famille après l'achat par le révérend Lovelace Bigg-Wither en 1863, mais il le vendit dix ans plus tard à la famille Bates.
Le bois de chêne de Wootton a été utilisé pour la reconstruction de la nef de la cathédrale de Winchester c. 1390 par William of Wykeham.

## Gouvernance
Wootton St Lawrence est une paroisse civile avec un conseil de paroisse élu et relève du district de gouvernement local de Basingstoke et Deane, une partie du comté de Hampshire.
Le 1er juillet 1966, le conseil d'East Oakley du conseil paroissial de Wootton St Lawrence a été ajouté au conseil paroissial d'Oakley avec des élections en mai 1968.

## Sites religieux
Le village a une église nommée St Lawrence. Le village est souvent désigné par son nom. L'église médiévale a été reconstruite en 1864, conservant l'arcade, la tour nord du XIIe siècle et certaines des fenêtres du XIVe siècle.

## Résidents notables
- Charles Butler (1560–1647), parfois appelé le « père de l'apiculture anglaise »[6], fut vicaire de Saint-Lawrence pendant 48 ans, jusqu'à sa mort, en 1647.